# My Friends
«My Friends» es una canción de la banda Red Hot Chili Peppers, lanzada en su álbum de 1995, One Hot Minute. Fue el segundo sencillo de un álbum marcado por el estilo del guitarrista Dave Navarro, cuya presencia en la banda cambió los sonidos típicos de ésta, generando un álbum con un sonido más pesado y oscuro del que la banda  venía mostrando anteriormente. Como Under the Bridge, es una canción que triunfó en las listas de todo el mundo.

## Lista de canciones

### Sencillo en CD (1995)
1. «My Friends» (Álbum)
2. «Coffee Shop» (Álbum)
3. «Let's Make Evil» (Previously Unreleased)
4. «Stretch» (Previously Unreleased)

### CD versión 2 (1995)
1. «My Friends» (Álbum)
2. «Coffee Shop» (Álbum)
3. «Let's Make Evil» (Previously Unreleased)

### 12" sencillo (1995)
1. «My Friends» (Álbum)
2. «Coffee Shop» (Álbum)
3. «Let's Make Evil» (Previously Unreleased)
4. «Stretch» (Previously Unreleased)

## Rankings
- U.S. Modern Rock: N.º 1
- Australia: Nº15
- United Kingdom: Nº29
- U.S. Mainstream Rock: N.º 1

## Curiosidades
- Es la única canción de One Hot Minute que está en la recopilación de 2003, Greatest Hits, en la versión en CD.
- Es la única canción de One Hot Minute en conseguir el puesto N.º 1 en los rankings del US Modern Rock y Mainstream Rock.
- También fue la primera canción en conseguir esto hasta la fecha.
- Esta canción no es tocada en directo desde la época de Dave Navarro en la banda.

- Datos: Q544782